# ポポロクロイス牧場物語
- ポポロクロイス物語 > ポポロクロイス牧場物語
- 牧場物語シリーズ > ポポロクロイス牧場物語

『ポポロクロイス牧場物語』（ポポロクロイス ぼくじょうものがたり）は、 マーベラスより2015年6月18日に発売されたニンテンドー3DS専用ゲームソフト。

## 概要
マーベラス社の人気シミュレーションゲーム作品『牧場物語シリーズ』と、田森庸介の児童漫画を原典とする『ポポロクロイス物語』（以下「ポポロクロイス」）のコラボレーション作品。昔『ポポロクロイス』はソニー・コンピュータエンタテインメント（SCE）がPlayStation用にRPGソフト化、数作品をリリースしていた時期もあるが、SCEはこの作品ではゲーム作品としての「ポポロクロイス」という登録商標使用を許可した以外、ノータッチである。なお、ゲーム開発は当時のシリーズ作を手がけていた株式会社epicsが制作しており、スーパーバイザーとしてepics社のCEO・山元哲治がクレジットされている。『牧場物語』シリーズ作に多く携わる、はしもとよしふみは今作では田森と連名で原作者としてもクレジットされている。
作品的にはメインストーリーとゲームにおける冒険パートは『ポポロクロイス』の要素、ゲームの進展と共に登場する“ 牧場 ”での生活シミュレーションパートは『牧場物語』の要素を持ち、双方の「いいとこ取り」が楽しめる。
ストーリーの時系列はピエトロが13歳の時期であり、『ポポロクロイス物語II』のプロローグと本編の間に起きた出来事となっている。

## 基本ストーリー
西洋の「おとぎ話」に出てくるような、可愛く優しく作られた世界にある小さな国「ポポロクロイス」から物語は始まる。
近頃、ポポロクロイスの人々は時おり現れる正体不明の魔物・黒獣（こくじゅう）に怯えていた。王子ピエトロは国のみんなを安心させる方法はないものかと考える。
そんな折、ピエトロの誕生日を祝って城でパーティが開かれる。招かれた客人の一人である外交官・マルメラは、そんなピエトロに「我が国ガラリランドに行けば対策方法が分かりますよ」と囁く。ピエトロはガラリランドへ旅立つことを決意した。
しかし、それは謎の存在・闇のグリフォトが企む、ポポロクロイス侵略の序章だったのだ。
そんな事とは知らず、遠いガラリランドの地にやってきてピンチに陥るピエトロだったが、彼を救ってくれた色々な存在にも助けられ、やがて詩篇・光のガラリエルの導きにしたがって様々な仲間と共に、ポポロクロイスとガラリランドを救う事になる。

## システム
牧場
黒獣によって汚染された大地から「畑ダンジョン」に行き、ダンジョン内で黒獣を倒すと妖精と共に畑が解放され、作物や動物を育てることができる。
アイテム合成
ピエトロの牧場にある合成屋で2つのアイテムを合成し、新たなアイテムを精製できる。
採掘、昆虫採集
前者はハンマーを入手し、各地の採掘ポイントをハンマーで叩くと鉱石を採掘でき、合成素材として使える。後者は花に群がる昆虫を虫とりアミで採取し、ピエトロの牧場にいる虫おじさんに渡すとスタンプを押してもらえ、スタンプが一定以上貯まるとプレゼントがもらえる。
クエスト
特定の住民からお願いをされることがあり、モンスター討伐や作物の収穫などをこなすと報酬がもらえる。
すれちがい通信
ゲームを進めるとピエトロの牧場に現れる「すれちがい妖精」に会話してすれちがい登録をし、他のプレイヤーとすれ違うと宝の地図がもらえ、地図に示された場所に行くとアイテムを入手できる。

## キャラクター

### ピエトロと仲間たち
ピエトロとナルシアの声はゲーム内の設定で切り替え可能。
ピエトロ王子
声 - 折笠愛/坂本真綾
明るく優しい心を持つポポロクロイス王子。
ナルシア
声 - 白鳥由里/川澄綾子
ピエトロとは仲のいい「森の魔女」。
白騎士
声 - 江原正士
諸国を旅する「正義の騎士」。強いが隙も多い。
ガミガミ魔王
声 - 大塚明夫
スゴい発明品を続々と作って世界征服をねらう「悪の魔王」（自称）。魔王の割に人情味に溢れる。
カボチャマン
ピエトロの前に時折現れる、カボチャマスクをかぶったナゾの人。どこか「あの人」に似ている。
ニノ
声 - 関智一
ルー
声 - 保志総一朗
ガラリランドに住む兄弟。ピエトロを主に牧場での生活面で助けてくれる。
青いおおかみ
声 - こおろぎさとみ
ピエトロを救った蒼き狼。その後も様々な面で導いてくれる。
ゴメル
声 - 速水奨
ポポロクロイスの兵士。ピエトロとは上下の隔て無く仲がいい。

### ポポロクロイス
パウロ国王
声 - 西村知道
ポポロクロイスの国王。
王妃
声 - 佐久間レイ
ポポロクロイスの王妃。他作品ではサニアという名前だが、これはSCEから発売されたゲーム内で設定された名前であるため、本作では使用されていない。
王女
声 - 間宮くるみ
ピエトロの妹。他作品ではエレナという名前だが、王妃と同じく本作では名前では呼ばれない。
大臣
声 - 塩屋浩三
ポポロクロイスの大臣。
サボー
声 - 田中秀幸
ポポロクロイス城下町の学校の先生。
ギルダ
声 - 野沢雅子
ナルシアの姉。見た目は年老いているが、強い魔力を持つ。

### ガラリ妖精
ガラリランドの牧場を司る妖精達。
コニー
声 - 川田妙子
明るく、前向きな性格の妖精。最初はニノからは快く思われず、コニー自身もニノを快く思っていない。
エリリス
声 - 國府田マリ子
ウルバン地方の静かなる森の牧場を守る紫色の妖精。中性的で真面目な口調で話す。
ロマリア
声 - 西原久美子
ズズール地方の優しき地熱の牧場を司る赤い妖精。男っぽくさばさばした口調で、喋り出すと止まらない。
フォートリエ
声 - 杉山佳寿子
コルダン地方の誇り高き風の牧場を司る緑色の妖精。年期の入った口調で話す。
セドナ
声 - 折笠富美子
ガラリス地方の大いなる天空の牧場を司る青色の妖精。
泉の妖精
声 - 島本須美
フローネルの森の泉に住む妖精。ピエトロとは仲が良い。

### 女の子たち
彼女達と会話したりプレゼントを上げると好感度が上がって行き、仲良くなると特殊効果を得られる。
エミリア
声 - 斎藤千和
ランプリング集落に住む赤髪をポニーテールにしている男勝りで元気な女の子。父親譲りで鉱石の採掘が趣味。
レイラ
声 - 能登麻美子
マシュー村に住む桃色のコートを来た女の子。純粋な性格。
クローディア
声 - 加藤英美里
ゾウン集落に住む麦わら帽子を被り、眼鏡をかけた女の子。大人しくて真面目。
リリー
声 - 水沢史絵
コルダンに住む大きな蝶の髪飾りを着けた女の子。天真爛漫な性格で、虫が大好き。
アイリス
声 - 田村ゆかり
科学者のような格好をした女の子。実験と猫が好き。

### 闇のグリフォトの一味
グリフォト
闇の意志から生まれた存在。
マルメラ
声 - 井上麻里奈
ガラリランドの女外交官。世界各地を荒らす黒獣の対策手段を伝えるため、ポポロクロイスにやって来た。
パルメラ
声 - 佐藤利奈
マルメラの妹。黒獣の実験に情熱を注ぐ。
デュー
声 - 吉野裕行
マルメラの弟。

### その他の人物
サーシャ
声 - 間宮くるみ
マシュー村に住む少女。
メイロン
声 - 松岡洋子
マシュー村の村長を務める老婆。少し頑固な面がある。ニノ、ルーとは知り合い。
マウリシオ
声 - 小林通孝
マウリシオ牧場の主で、マユリの父親。ズーモに限りない愛情を注ぐ。
マユリ
声 - 福圓美里
マウリシオの娘。ズーモへの愛は父親譲りだが、喋るのが遅い。
アントン
声 - 小杉十郎太
ベルク
声 - 檜山修之
コルダンの町長。
ミレイユ
声 - 阿澄佳奈
ベルクの娘。気の強い性格で、アンナと仲が良い。
アンナ
声 - 中原麻衣
コルダンに住む少女。町の異変の解決を錆びた騎士像に祈っている。
トリクシー
声 - ゆきのさつき
ブラックバロン
声 - 玄田哲章
イスカス
声 - 小西克幸
闇の塔の地下牢に囚われている謎の人物。

## スタッフ
- 原作 - 田森庸介・はしもとよしふみ
- プロデューサー - はしもとよしふみ
- 開発 - 株式会社epics
- アニメーション - トムス・エンタテインメント[8]
- アニメーション2D-3D変換 - キュー・テック
- サウンド - 佐橋佳幸・石川鉄男
- スーパーバイザー - 山元哲治（epics Inc. CEO）

## 主題歌
エンディングテーマ
「新たな旅立ち」
作詞 - 田森庸介 / 作曲 - 佐橋佳幸 / 編曲 - 石川鉄男 / 歌 - 大塚利恵